# 廃市
『廃市』（はいし）は、福永武彦が1959年（昭和34年）に発表した短編小説であり、本作を原作として1983年（昭和58年）に公開された日本映画である。小説は『婦人之友』7月号から9月号に掛けて連載され、翌1960年（昭和35年）、新潮社より刊行された単行本『廃市』に収録された。

## あらすじ
「僕」(A)は10年前に卒業論文を書くために一夏を過ごした田舎町が火事であらかた焼けたという新聞記事を見て、当時のことを思い出す。大学生だった「僕」は叔父に紹介されて、掘割の多いこの町の旧家、貝原家へ行ったのだった。家にはおばあさん、20歳前後の安子、若夫婦の直之と郁代がいる筈だったが、安子の姉である郁代には、「僕」は広い家の中で一度も顔を合わせなかった。或る日母の墓参りに行くという安子についていった「僕」は、その寺の一室で郁代と安子が対座しているのを目撃する。二人は「僕」に、直之は秀という女を他に持っており、郁代はこの寺へ引き籠っていることを話す。
やがて町で催された水神様の祭で「僕」は直之に出会い、郁代は自分が彼女を愛していることを信じようとせず家を出てしまった、やり切れなくなった自分は秀と一緒にいるようになった、という話を本人から聞く。傍らにいた秀も、自分はしばらくでも直之と一緒にいられればそれでいい、と言う。
或る日廊下を駆けてきた安子に、「僕」は直之が秀と一緒に自殺したことを知らされる。葬式の場に現れた郁代は、直之はずっと安子が好きで思い切ることができず、そのために自分は寺へ行ったのだと糾弾する。だが町を去る日、安子は「僕」に、よく直之と一緒にいるのを見た姉が、邪推してあのように話したのだと話す。安子に見送られて汽車に乗った「僕」は、自分もまた、安子を愛していたということに気が付くが、既に町は遠くへと過ぎ去った後だった。

## 執筆背景・動機
福永によれば『廃市』は雑誌に2回か3回続きの予定で執筆したもので、「九州の田舎の旧家を舞台に、なるべく抒情的な、分りやすい作品」にするつもりであったという。ただ二十数年間、福永は出身地の九州へは帰ったことがなく、特にモデルと考えられる柳河（福岡県柳川市）には一度も訪れたことがなかった。ただ福永自身は、「私は背景として、掘割の多い、或る古びた町を用いただけですから、実際の柳河と掛け離れたものになったとしても、それは寧ろ私の思う壺だった筈です」と述べている。。西原千博も、以下の福永の言葉から、「柳川はモデルではあるかもしれないが、あくまでもこの作品は架空の場所として捉えるべきであろう」としている。
また福永は、白秋の『水の構図』という柳河の写真集は、自身の愛好する本の一つであることを述べており、西原はこの写真集について、「映されている柳川は写真がモノクロのせいもあって、現在から見るとなおのこと「廃市」を思わせるものがある」と述べている。

## 作品分析
西原千博は、自分たちの住む街について、作中で直之が「人間も町も滅びて行くんですね。廃市という言葉があるじゃありませんか、つまりそれです」、安子が「こんな死んだ町」と発言している箇所を引用し、廃市、つまり廃墟とは即ち「死」であり、廃墟の中に存在していた直之は廃墟を内面化していたとも言えるのではないかと述べ、直之が自殺した理由も、そこに理由があるのではないかとしている。そして作中では舞台となる町の他の町のことが殆ど書かれず、町を「死んだ町」と呼ぶ登場人物たちも町を変えようとしたり、出て行ったりしようとしないことから、「この「廃市」というのがそもそも死を象徴する空間であり、その死の象徴に彼らが囚われているとも言えるのではないだろうか」と考察している。
古閑章は、『廃市』には「人間の了解不能性という命題や、その了解不能性を恋愛によっても解消しえない心の闇が描かれている」と指摘し、登場人物は皆、夫婦であったとしても了解し合うことのできない人間存在（実存）の問題に翻弄された存在であるとしている。また、小説の構造として、語り手の「僕」は事件の真相を隠したり、謎を未解決のままに放置したりという、読者に混乱を与えるような語り方をしているために、読者は作品世界への参入を意図的に促される仕組みになっており、この小説は廃市を去った後にこの夏の出来事は忘却し、廃市の問題とは無縁の世界で生きてきた「僕」が、読者と一緒に恋愛の不可能性を認識し、10年前の体験を新たに意味づける作品でもあるとしている。

## 映画
映画『廃市』は、福永作品の初めての映画化であった。監督を務めた大林宣彦は福永の初版本を多数所有する福永の大ファン。この20年以上前から福永作品を映画化したいと考えていたが、『廃市』は「一見、非常に映像的で抒情的な小説なんだけど、実は福永文学は言語の想像力であって、全く映像的ではないんですよね。福永さん自身、若い頃に映像評論をやったりして映画の大好きな人だから、その辺の秘密をよく知ってて、ずっと映像化を拒否していた」という。そのため映画化に当たっては、後述の16mmフィルムの採用など、周到な準備が行われた。

### スタッフ
- プロデューサー：森岡道夫、多賀祥介
- 企画・監督・編集・作曲：大林宣彦
- 原作：福永武彦
- 脚本：内藤誠、桂千穂
- 撮影：阪本善尚
- 編曲：宮崎尚志
- 美術：薩谷和夫

### キャスト
- 貝原安子：小林聡美
- 江口：山下規介
- 貝原郁代：根岸季衣
- 貝原直之：峰岸徹
- 秀：入江若葉
- 三郎：尾美としのり
- 大黒：花柳美女月
- お手伝い：竹口恵津子
- 謡いの客：高林陽一
- 弁慶：林成年
- 貝原志乃：入江たか子

### 制作

#### 企画
本作は大林が『転校生』の主役・小林聡美との個人的な約束を果たすために作られたもの。大林は「聡美の『転校生』の役柄とはまったく違う本質的に持っているナーバスな暗い面に光を当てて、翳りの深い少女像を描いてあげよう。つまり『転校生』では傷を隠して健気にやったから、今回は聡美の傷つきやすい部分に光を当ててやろう」と本作を企画をした。
大林は檀一雄の『花筐』で商業映画デビューの可能性もあったが『HOUSE ハウス』でデビューになった。「それも当時の映画状況を考えると大きな意味があったと思う」と話しているが、『花筐』は結局最後に撮ったが、もう撮らないかもしれない『花筐』の弔い合戦のつもりで『さびしんぼう』と『廃市』を撮った」と1984年5月のインタビューで話していた。元々、タイトルは『さびしんぼう』で考えていたが、福永作品を尊重する意味で『廃市』で行くことにした。当時『ヤミイチ』と読む若い人がいて、大林は「東宝や松竹のようなメジャー会社で制作されていたらタイトルを変更させられていて、或いは『さびしんぼう』になっていたかもしれない」などと述べている。
本作の製作費は2000万円。大林によればこれを印税方式で集めたから2000万円で済んだという。「これまでのように大手の映画会社ばかり儲けさせるのではなく製作に関わった一人一人に金を還元できるようにした。印税だからいい作品でロングセラーになれば、一度に大きな金は入らなくても長い間に少しずつ入る。そうなると俳優の意気込みだって違ってくる」などと『噂の眞相』1984年2月号のインタビューで、これからの映画システムの提案としてこの話をしていることから、これは今日いうクラウドファンディングの映画製作に於ける先駆けと見られる。
撮影を受け容れる柳川市にとっては、当時は観光面で苦慮している時期だったことから、『転校生』と『時をかける少女』を大林が撮って、尾道に人が集まっていると聞いていたため、柳川で撮影してもらえるのはありがたいが、自分たちがいま生きて暮らしている町が、滅びた死に絶えた町を意味する『廃市』という映画の題名では困る、などと憂慮し、行政や観光関係者サイドから「題名は変えられませんか」と大林に要請した。

#### 脚本
本作の脚本は、大林が『時をかける少女』の撮影中に尾道で、同作にも出演する内藤誠と福永武彦で意気投合して、『廃市』をやろうと話している時、同じ尾道の大林宅で『麗猫伝説』の脚本を書いていた桂千穂が「僕をないがしろにするのか」と強引に本作の脚本に割り込んできたもの。

#### 撮影
1983年（昭和58年）、大林のスタッフ全員が偶然二週間の夏休みが取れ、その期間を使い小さな16mmカメラを柳川に持ち込み、スタッフも小規模の編成で、大林念願の福永作品を撮影した。撮影は1983年9月10日から9月21日までの12日間。設定は架空の街であるが、撮影は福岡県柳川市でオールロケ。原作の持つ私小説的な雰囲気を出すために16mmカメラで撮影した。大林は「16mmを使うと風景の中にある人間が非常にもどかしく見えてくるんです。まるで記憶とか想い出の中の出来事というふうにね。その"もどかしさ"がどうしても欲しくて16mmを使用したわけです。たしかに興行的なことを考えたら問題があり、35mmに伸ばして上映させてくれという申し込みも多くあるんですが、ぼくとしては小さな劇場でいいと思ってる。ストイックな贅沢さを楽しんでいるんです」「憧れの福永さんの世界、きわめて純度の高い世界を描くには16mmこそが最良の媒体であると思います。35mmがあまりにも最大公約数的な商業主義の技法に定着し、8mmがすっかり同好会的オモチャとなった現在、ちょっと中途半端なサイズだと思われがちだった16mmがプロフェッショナルなエンターテイメントによく似合う、豊かで密やかで趣味的、参加性にも充分に応えられるメディアであるというわけです」などと話した。
大林は『噂の眞相』1984年2月号のインタビューで水上洋子の質問「大林作品にはこだわりとして少女があるように思えるんですが?」に対して「少女にこだわる心も実は旧い街並みに魅かれるのと一緒です。とてもうつろいやすいゆえに魅かれるんです。そのことはぼくにとって映画について考えるときの基本的な在り方です」などと述べている。
尾美としのりは竿を使って舟を漕ぐ役で、柳川に行く前に練習していたが、柳川の川は底に土が溜まっていて、竿が抜けなくなり何度も落ちそうになったと話している。
柳川での撮影日数はわずか2週間ほどで、撮影は多忙を窮め、死体役となって横たわっていた峰岸、入江は実際にそのまま寝てしまった。江口を演じる山下も寝起きのシーンで寝てしまい、カメラマンのスタッフも寝てしまったという。
撮影の阪本善尚は「僕と大林さんでこだわったのは、終盤のお通夜のシーンで、まちが沈んでゆくことを暗示すべく、水の底にいるかのような質感を出したのですが、リマスターでこれの再現はなかなか難しいです」と話している。
映画に出てくる路線は旧国鉄佐賀線。冒頭とラストシーンに出てくる駅は筑後柳河駅。1987年に廃線となっており、列車も駅も今ではもう見ることができない。

### 公開
埋もれた名画を支援していた東京上板橋の上板東映での封切りを予定していたが、同館が1983年12月31日に閉館が決まり、ファイナルは『大殺陣』『血槍富士』などの時代劇に決まったため、同館での封切りはならず。大林が作った目黒区駒場の映画館「アゴラ」(現・こまばアゴラ劇場)の杮落しとして、1983年11月4日・7日、11月29日～12月11日に初公開され、1983年12月21日からATGで公開された。

### 作品の評価
『廃市』というタイトルを嫌がった柳川の人たちも撮影を進めていくうち、「私たちここで暮らしている者にとっては生きた町だけれども、外から訪ねてくる人がこの町を廃市と、白秋先生の造語の中にある文学的な詩的な表現で呼ぶことはこの町の財産だ、この町にはそういう芸術的な香りがあるんだ、むしろ『廃市』という言葉を私たちは誇りに考えよう」と町の人たちも見直してくれた。映画の撮影が終わるころには「わが古里は廃市です」と誇りを持たれるようになったという。本作の撮影が縁で大林は柳川観光大使を務めていた。大林は故郷尾道に続いて、柳川を舞台にした映画が作ったことで、地域の人々の町に対するイメージやアイデンティティが更新されるという事例を目の当たりにした。大林は、2000年代に入って、尾道以外にも日本各地で地域全体を巻き込んだ「地域映画」「ふるさと映画」を数多く作っていくことになるが、その萌芽は『廃市』の中に現れていると言える。
生前、福永武彦の夫人はこの映画がお気に入りで再上映される度に劇場に足を運び、暗闇にひっそりと身を沈めて映画を鑑賞していたという。
大森一樹は『プレイガイドジャーナル』1985年2月号のインタビューで「批判的な意味ではないんやけど大林宣彦さんなんか、力とか信用とか勝ち得て、自分のやることがある種のステイタスになってきてるわけやな。『廃市』なんか16ミリで撮って16ミリで上映するみたいな攻撃をかけることが出来るとか、そういうことも含めて何でも出来るというところへね。それで『廃市』なんか見てあれがうまいこといったんかな、いうのはあるんやな。作品的なことやなしに、もう少し、あの大林が16ミリで撮ったんや、これから16ミリの時代やぞみたいな風になり得なかったっていうのはね、なかなか先は長いな、いう感じするわ」などと評している。
2012年12月から2013年2月までニューヨーク近代美術館（MoMA）で開催された戦後の日本映画の特集「アートシアターギルドと日本のアンダーグラウンド映画 1960～1984年」では、大林作品では『転校生』とともに本作が上映された。

## 書誌情報

### 刊行本
- 『廃市』（新潮社、1960年）
  - 収録作品：「廃市」「沼」「飛ぶ男」「樹」「風花」「退屈な少年」。「後記」を附す。
- 『廃市・飛ぶ男』〈新潮文庫〉（新潮社、1971年）電子書籍、2001年12月
  - 収録作品：「夜の寂しい顔」「影の部分」「未来都市」「廃市」「飛ぶ男」「樹」「風花」「退屈な少年」。
- 『百年文庫69 水』（ポプラ社、2011年3月）
  - 「水」をテーマに編纂されたアンソロジー。伊藤整、横光利一の短編と共に収録。
- 『廃市』〈P+D BOOKS〉（小学館、2017年7月16日）
  - 初刊本の復刊。新たに『廃市』の解説「筑後柳川――作者の言葉」を附す。電子書籍も刊。

### 全集収録
- 『日本文学全集81 中村真一郎・福永武彦集』（集英社、1968年）
  - 福永の収録作品：「告別」「塔」「死神の馭者」「鬼」「死後」「世界の終り」「廃市」。
- 『日本文学全集39 中村真一郎・福永武彦・安部公房・石原慎太郎・開高健・大江健三郎』（新潮社、1969年）
  - 福永の収録作品：「夜の寂しい顔」「廃市」「飛ぶ男」。
- 『新潮日本文学49 福永武彦集』（新潮社、1970年）
  - 収録作品：『草の花』『忘却の河』『海市』「廃市」。
- 『日本文学全集38 中村真一郎・福永武彦』（新潮社、1971年7月）
  - 福永の収録作品：『草の花』「廃市」「飛ぶ男」「樹」「風花」。
- 『現代日本文学29 福永武彦・小島信夫集』（筑摩書房、1974年9月）
  - 福永の収録作品：『草の花』「冥府」「影の部分」「廃市」「告別」「邯鄲」を収録。
- 『福永武彦全小説 第六巻』（新潮社、1974年）
  - 収録作品：「死後」「影の部分」「世界の終り」「廃市」「飛ぶ男」「樹」「風花」「退屈な少年」「形見分け」「告別」。
- 『現代日本文学全集 補巻37』（筑摩書房、1973年）
  - 福永の収録作品：『草の花』「冥府」「影の部分」「廃市」「告別」「邯鄲」。
- 『日本の文学80 鬼・廃市』（ほるぷ出版、1985年8月）
  - 収録作品：「塔」「鬼」「世界の終り」「廃市」「飛ぶ男」。
- 『福永武彦全集 第六巻』（新潮社、1987年6月）
  - 収録作品：「死後」「影の部分」「世界の終り」「廃市」「飛ぶ男」「樹」「風花」「退屈な少年」「形見分け」「告別」。
- 池澤夏樹編『日本文学全集17 堀辰雄・福永武彦・中村真一郎』（河出書房新社、2015年3月）
  - 福永の収録作品：「深淵」「世界の終り」「廃市」。
- 『福永武彦 電子全集5』（小学館、2019年2月）、電子出版
  - 収録作品：「廢市」「沼」「飛ぶ男」「幻影」「樹」「風花」「退屈な少年」「告別」「形見分け」、関連エッセイほか